# Backa (commune de Kungsbacka)
Pour les articles homonymes, voir Backa.
Backa est une localité de Suède située dans la commune de Kungsbacka du comté de Halland. Sa population était de 1 547 habitants en 2010.